# Улянівський район
Улянівський райо́н — колишній район Сумської округи, Харківської і Сумської областей.

## Історія
Утворений як Тернівський район 7 березня 1923 з центром у с. Терни у складі Сумської округи Харківської губернії з Тернівської, Ганнинської, Бобрицької і Куянівської волостей.
Після ліквідації округ 15 вересня 1930 райони передані в пряме підпорядкування УСРР. До району приєднана територія розформованого Вирівського району. Центр нового Тернівського району перенесений з села Терни до села Улянівки, а Тернівський район перейменований на Улянівський.
3 лютого 1931 приєднана територія розформованого Штепівського району.
27 лютого 1932 року увійшов до складу новоутвореної Харківської області.
17 лютого 1935 до складу новоутвореного Штепівського району увійшли Штепівська, Голубівська, Печищанська, Сиробабинська, Майдаківська, Радянська, Павленківська, Грунська, Катеринівська, Гринцівська, Дмитрівська, Валіївська та Василівська сільські ради, також до Улянівського району приєднана Терещенківська сільська рада Білопільського району.
3 червня 1935 Черепівська, Жуківська, Дмитріївська сільські ради і хут. Ракіти Миколаївської сільради перейшли до складу Буринського району Чернігівської області, хутір Дороганів (артіль «8 березня») Тернівської сільради перейшов до складу Недригайлівського району Чернігівської області. Марківська, Луциківська і Верхосульська сільради перейшли до Штепівського району.
10 січня 1939 перейшов до новоутвореної Сумської області.
7 червня 1957 до району приєднані Верхосульська, Луциківська, Марківська сільради розформованого Штепівського району.
Розформований 30 грудня 1962, територія перейшла до Білопільського району.